# Aira Villegas
Aira Cordero Villegas (* 1. August 1995 im Tacloban) ist eine philippinische Boxerin.

## Werdegang
Aira Villegas nahm 2018 an den Weltmeisterschaften in Neu-Delhi teil. Ein Jahr später konnte sie in ihrem Heimatland bei den Südostasienspielen die Bronzemedaille gewinnen. 2021 wurde sie vom Philippine Olympic Committee für das olympische Stipendienprogramm des Internationalen Olympischen Komitees ausgewählt.
Villegas nahm an den Weltmeisterschaften 2022 und 2023 teil. Zudem ging sie 2022 bei den Asienspielen in Hangzhou an den Start.
Anfang 2024 qualifizierte sich Villegas über das Internationale Qualifikationsturnier in Busto Arsizio für die Olympischen Sommerspiele 2024 in Paris. Dort gewann sie Bronze im Halbfliegengewicht.